# Belmont-d’Azergues

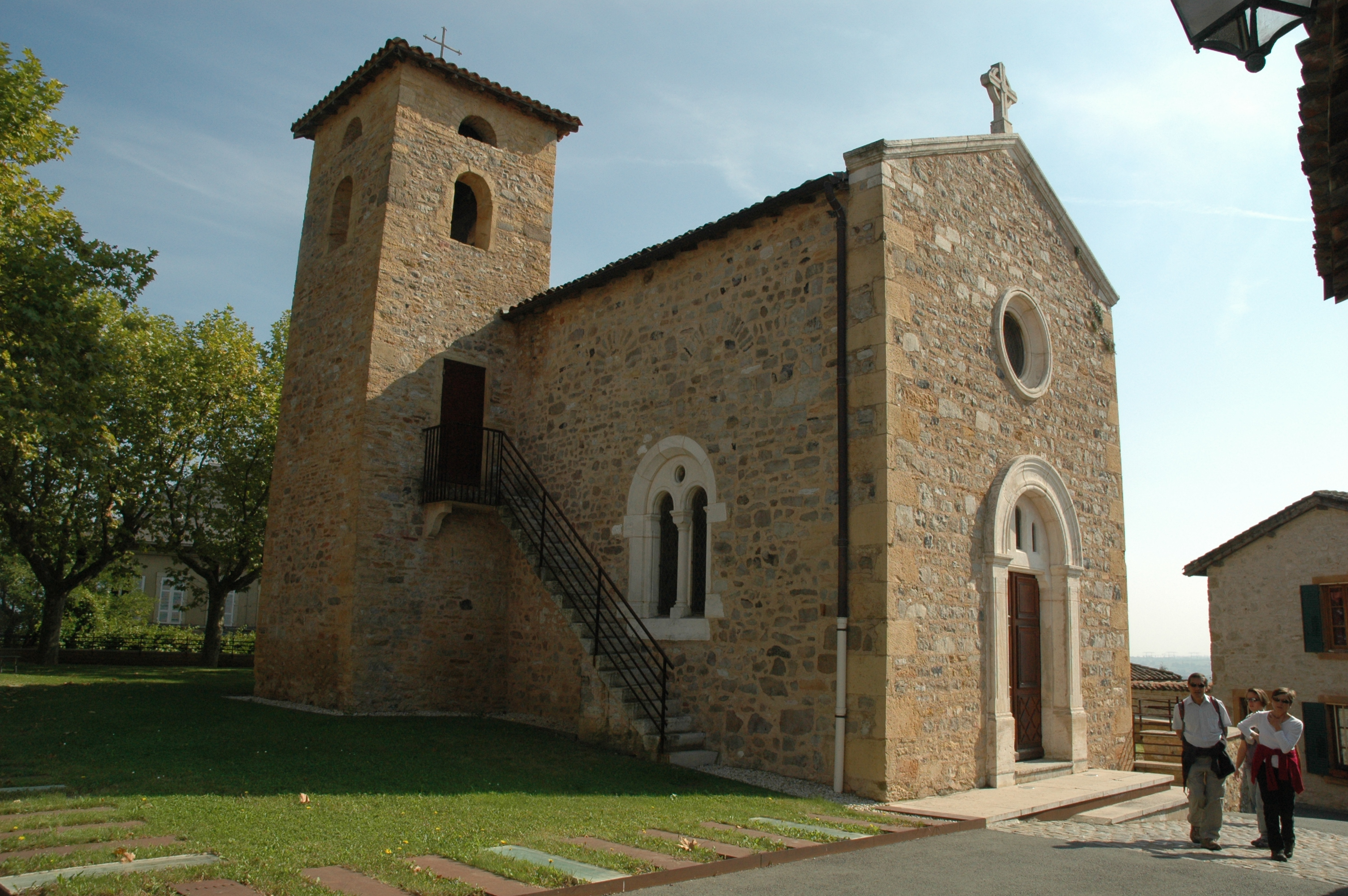
Kościół w Belmont-d’Azergues, 2008

Belmont-d’Azergues – miejscowość i gmina we Francji, w regionie Owernia-Rodan-Alpy, w departamencie Rodan.
Według danych na rok 1990 gminę zamieszkiwało 509 osób, a gęstość zaludnienia wynosiła 337 osób/km² (wśród 2880 gmin regionu Rodan-Alpy Belmont-d’Azergues plasuje się na 1138. miejscu pod względem liczby ludności, natomiast pod względem powierzchni na miejscu 1704.).